# Francisco Ubach
Francisco de Asís Ubach y Vinyeta (Tiana, 5 de noviembre de 1843 - Barcelona, 17 de enero de 1913) fue un poeta y dramaturgo español, vinculado al grupo de la Renaixença. Fue autor de numerosas obras teatrales, poesías líricas y romances históricos.

## Biografía
Nació en la localidad barcelonesa de Tiana en 1843.
Miembro de una familia aburguesada, trabajó como contable y se dedicó al comercio. Con sus amigos José Roca y Roca, Francesch Pelay Briz, Antoni Auléstia y Ángel Guimerá creó en 1870 la organización «Jove Catalunya», de la que fue presidente. En 1871 fundó otras entidades, como el Eixam Ortogràfic (Enjambre Ortográfico, 1871) y La Misteriosa (1872). Entre 1888 y 1891 también fue presidente de la Asociación Catalana de Excursiones Científicas (precursora del Centro Excursionista de Cataluña).
En su faceta como dramaturgo destacaría por haber introducido en el teatro catalán un nuevo género, el de la tragedia histórica. En este ámbito fue también autor de un gran número de obras, que en opinión del dramaturgo Manuel Gómez García pueden ser consideradas como «de perfecta construcción y gran altura poética».
En 1888 pronunciaría un discurso en la Real Academia de Buenas Letras de Barcelona durante el cual, reafirmando su «acendrado españolismo», rechazó a la corriente historiográfica que —según él— solo narraba la historia de la «España castellana» y reivindicó el papel jugado por Cataluña en la historia de España.
Falleció en Barcelona el 17 de enero de 1913.

## Juegos florales
Participó asiduamente en los Juegos Florales de Barcelona, en los cuales fue nombrado Mestre en Gay Saber en 1874, y  actuó como mantenedor en 1878 y 1906, y presidente en 1905. En 1876 también fue majoral del félibrige de Avinyó.

## Obras

### Poesía
- Celísties, aubades i serenes (1866)
- Primerenques (1873)
- Expansions (1879)
- Vidre volador (1887)

### Teatro
- 1867, 26 de enero. Honra, pàtria i amor. Drama en tres actas y en verso. Estrenado en el Teatro Principal de Barcelona.
- 1868, 2 de diciembre. Els hereus. Drama de costumbres catalanas en tres actas y en verso. Estrenado en el Gran Teatro del Liceo de Barcelona.
- 1870. Margarida de Prades. Drama histórico en cuatro actas y en verso. Estrenado en el Gran teatro del Liceo de Barcelona.
- 1873, 16 de julio. Rialles i ploralles. Comedia de costumbres en tres actas y en verso. Estrenada al teatro Novedades de Barcelona.
- 1878, 3 de marzo. La mà freda. Comedia trágica en tres actos y en verso. Estrenada en el teatro Romea de Barcelona.
- 1879, 28 de abril. La cua del xueta. Estrenada en el teatro Romea de Barcelona.
- 1880, 12 de enero. Joan Blancas. Tragedia en cuatro actos basada en la leyenda de Joan Blanca. Estrenada en el teatro Romea de Barcelona.
- 1882, 21 de marzo. Almodis. Tragedia en tres actas y en verso. Estrenada al teatro Romea de Barcelona.
- 1883, 10 de abril. El pes de la culpa. Drama en cuatro actos y en verso. Estrenado en el teatro Romea de Barcelona.
- 1886, 19 de octubre. Mala herba. Drama en cuatro actos y en prosa. Estrenado por la Asociación de Autores Catalanes en el teatro Eldorado de Barcelona.
- 1891, 8 de enero. L'última pena. Drama en tres actos y en verso. Estreno en el Teatro Novedades de Barcelona.

### Ensayo
- Teatre català. Apuntacions històriques-crítiques.. (1876)
- Romancer català... (tres volúmenes, 1877, 1894 y 1914)